# Dryopteris herbacea
Dryopteris herbacea är en träjonväxtart som beskrevs av Cornelis Rugier Willem Karel van Alderwerelt van Rosenburgh. Dryopteris herbacea ingår i släktet Dryopteris och familjen Dryopteridaceae. Inga underarter finns listade.